# Obsah
Obsah je v geometrii veličina, která vyjadřuje velikost plochy. Jiné názvy jsou plocha, výměra, rozloha. Obsah je mírou (tedy charakteristikou velikosti) dané dvourozměrné části prostoru. Označuje se písmenem S, či v mezinárodním použití písmenem A. Povrch tělesa je součtem obsahů všech ploch, které geometrické těleso ohraničují.
Někdy je slovo obsah nesprávně používáno pro objem prostorových (třírozměrných) těles, který se označuje písmenem V.

## Jednotky
Jednotka v soustavě SI:
- metr čtvereční, značka jednotky: m2

Další používané jednotky:
- kilometr čtvereční (km2): 1 km2 = 1 000 000 m2
- hektar (ha): 1 ha = 10 000 m2
- ar (a): 1 a = 100 m2
- decimetr čtvereční (dm2): 1 dm2 = 0,01 m2
- centimetr čtvereční (cm2): 1 cm2 = 0,0001 m2
- milimetr čtvereční (mm2): 1 mm2 = 0,000001 m2

Nestandardní jednotky:
- akr

Měřidla:
- planimetr, čtvercová síť

## Vzorce
| Nejběžnější vzorce pro obsah či povrch: | Nejběžnější vzorce pro obsah či povrch:                       | Nejběžnější vzorce pro obsah či povrch:                                                                     |
| Tvar                                    | Vzorec                                                        | Proměnné |
| --------------------------------------- | ------------------------------------------------------------- | --- |
| Čtverec                                 | {\displaystyle a^{2}\,}                                       | {\displaystyle a} je délka strany čtverce.                                                                  |
| Obdélník                                | {\displaystyle a\cdot b\,}                                    | {\displaystyle a} a {\displaystyle b} jsou délky stran obdélníku.                                           |
| Trojúhelník                             | {\displaystyle {\frac {1}{2}}a\cdot v_{a}\,}                  | {\displaystyle a} je základna a {\displaystyle v_{a}} jí příslušná výška.                                   |
| Kruh                                    | {\displaystyle \pi \cdot r^{2}\,}                             | r je poloměr.                                                                                               |
| Elipsa                                  | {\displaystyle \pi \cdot a\cdot b\,}                          | {\displaystyle a} a {\displaystyle b} jsou hlavní poloosa a vedlejší poloosa.                               |
| Povrch koule                            | {\displaystyle 4\pi r^{2}\,} nebo {\displaystyle \pi d^{2}\,} | {\displaystyle r} je poloměr a {\displaystyle d} je průměr.                                                 |
| Lichoběžník                             | {\displaystyle {\frac {1}{2}}(a+c)v\,}                        | {\displaystyle a} a {\displaystyle c} jsou rovnoběžné strany a {\displaystyle v} jejich vzdálenost (výška). |
| Pravidelný osmiúhelník                  | {\displaystyle 2(1+{\sqrt {2}})a^{2}}                         | {\displaystyle a} je strana.                                                                                |
| Kruhová výseč                           | {\displaystyle {\frac {\theta }{2}}r^{2}\,}                   | {\displaystyle r} je poloměr a {\displaystyle \theta } je úhel (v radiánech).                               |